# Ebrahim Raisi
Ebrahim Raisi (în persană سید ابراهیم رئیس‌الساداتی, n. 14 decembrie 1960, Mașhad, Provincia Khorasan, Iran – d. 19 mai 2024, Bakrabad⁠(d), Provincia Azarbaidjanul de Est, Iran) a fost un politician iranian, jurist de formație, care a fost ales președinte al Iranului în alegerile prezidențiale care au avut loc la 18 iunie 2021. A preluat mandatul de președinte începând cu data de 3 august 2021 și l-a încheiat odată cu moartea sa pe data de 19 mai 2024.
Raisi a ocupat mai multe funcții în sistemul judiciar iranian, precum judecător-șef adjunct (2004-2014), procuror general (2014-2016) și judecător-șef (2019-prezent). De asemenea, a fost procuror și procuror adjunct la Teheran în anii 1980 și 1990. A fost custode și președinte al Astan Quds Razavi, un bonyad iranian, din 2016 până în 2019. De asemenea, a fost membru al Adunării Experților din Provincia Khorasan-e-jonubi, fiind ales pentru prima dată la alegerile din 2006. El a fost ginerele imamului rugăciunii de vineri din Mashhad și Marele Imam al moscheii Imam Reza, Ahmad Alamolhoda.
Raisi a candidat la președinție în 2017 în calitate de candidat al Frontului Popular Conservator al Forțelor Revoluției Islamice, pierzând în fața președintelui de atunci Hassan Rouhani, obținând 38,3% față de 57% cât a obținut învingătorul. A fost una dintre cele patru persoane din comitetul de urmărire penală, responsabil pentru executarea a mii de prizonieri politici în Iran în 1988, care este etichetat drept Comitetul morții de către grupurile de opoziție ale Republicii Islamice Iran și de o parte a mass-mediei occidentale. El a fost sancționat de Biroul SUA pentru Controlul Activelor Străine în conformitate cu Ordinul Executiv 13876. A fost acuzat de crime împotriva umanității de către organizațiile internaționale pentru drepturile omului și de către raportorii speciali ai ONU. Raisi a candidat cu succes pentru a doua oară la funcția președinte în 2021, succedându-i lui Hassan Rouhani, care nu mai putea candida.
Ebrahim Raisi a murit în 2024 în urma unui accident de elicopter și a fost înmormântat la Moscheea Imamului Ridha.